# ナト☆カン
ナト☆カンは、日本の女性アイドルグループである。コンセプトは「ハチャメチャ適当アイドル」。サウンドプロデュースは『→SCHOOL←』の矢野晶裕。2011年12月結成。究極人形　アルテマドールは同事務所の妹分的位置づけに近いユニットである。「ご当地アイドル殿堂入り」。

## 概要
2011年12月11日にユニット名「NANTOKA☆KANTOKA」発表。東京と名古屋をメインに活動。2012年春に「ナト☆カン」に改称した。
ユニット名の由来は「何とかカンとか」である。「ナンとかカンとか集合体」、略してナトカン。また、後付けな理由として名古屋と関東で活動しているからという理由も存在する。コンセプトは「ハチャメチャ適当アイドル」で、ファンのことを「ナン民」と呼ぶ。サウンドプロデュースは名古屋から全国区に人気を博した『→SCHOOL←』のボーカルギターの矢野晶裕。
CANDYREMIX候補生は本ユニット(ナト☆カンの他には究極人形　アルテマドール)の候補生入りした後Bチーム(旧2軍)入りし、Aチーム(旧1軍)に昇格する。昇格するとレギュラー入りし、ナト☆カンの場合は更にメンバーカラーが付与される。
2021年12月11日、結成10年を迎えて日本ご当地アイドル活性協会より『ご当地アイドル殿堂入り』に認定された。

## メンバー
※太字が自己紹介後に呼ぶニックネーム

### Aチーム（レギュラーメンバー）
全て名古屋組。
- 為永七海(ニックネーム:ななえる・ななみ,1994年2月4日 - )
  - 担当色:紫 
  - キャッチコピー:「はだしのBigボイス!!!!!、ななえること為永七海です！」
  - 2013年11月1日～ななぺぺとして活動
  - 2014年4月2日～(旧キャンリミ新ユニット→)究極人形　アルテマドール初期メンバー且つ初期リーダー
  - 2014年4月28日CANDYREMIX正式所属
  - 2016年7月26日7☆3加入(初ステージ:8月16日)。当グループと兼務。
  - 2018年3月7日究極人形　アルテマドールとしての活動終了(ナト☆カンへ移籍のため)
    - ※ナト☆カンは3月18日から活動開始

  - 2018年9月25日7☆3脱退。
  - 2014年12月24日ソロ作品のイメージDVDとして「ななえる」発売。
    - ※現在WEBショップで購入可なのは【型番:NANAERUSWEETSEVENB】・【型番:NANAERUSWEETSEVENC】

- 音羽すず(ニックネーム:すず, 2004年9月17日 - )
  - 担当色:赤

- 桃宮りぼん(ニックネーム:りぼん, 3月26日 - )
  - 担当色:ピンク

- 月宮うな(ニックネーム:うーたん, 1月31日 - )
  - 担当色:濃いピンク

- えまやす(ニックネーム:えまやす, 7月31日 - )
  - 担当色:オレンジ

## 派生ユニット

### チビ☆カン
2015年11月にナト☆カンから分化して結成。初期メンバーは間瀬柚巴。主に事務所主催のライブで不定期・不規則なメンバーでライブ出演していた。
- 2018年3月18日から、ナト☆カンの補完勢力としてナト☆カンの一員としてライブ出演している。
- 2018年9月9日新体制移行
- 2019年6月17日『2019年上半期（第12回）アイドルセレクト10』に初選出[3]

#### メンバー
- 天野心結(ニックネーム：こきんちゃん,2012年11月12日 - )
- 咲蘭ゆうあ(ニックネーム：ゆあたん,2011年5月30日 - )
  - CANDYREMIX所属委託
- ねるねるねるねるねるねねちゃん(ニックネーム：ねねちゃん,2011年8月31日 - )
  - サポートメンバー

### 元メンバー
- 花咲ひな(ニックネーム：ひなたん,2008年2月4日 - )
  - キャッチコピー:「いつもニッコニコ～、ちっちゃくても元気！小学5年生のひなたんです！」
  - 2017年2月2日加入(候補生から:小森日菜乃名義として)
  - 2018年9月9日姉さんリーダー就任
  - 2019年4月25日「花咲ひな」に改名
  - 2020年8月12日 卒業。ライブアーティスト部門から離れ、CANDY RECORDSタレントモデル部門へ移籍。

## 元メンバー
- まきりん
  - 2012年5月27日卒業
- ぱんだP
  - 初期メンバー
  - 現呑みドル愛子　オモチレコード所属
  - キカカキョモデル参加、音波ガール参加
- 横地志保(ニックネーム:しほりーぬ,1992年7月28日 - )
  - 初代ナト☆カンリーダー
  - 元OS☆Uリーダー
  - 鈴鹿サーキット鈴鹿8時間耐久レースにピットウォークライブ＆レースクイーンとして出演
  - GALS PARADISE 2011トップレースクイーン編掲載
  - 中京テレビ news every. / 愛知ラジオCM(石丸博也と共演)
  - 舞台「ドリームレスキュー言うことナース」出演
  - 2013年1月21日卒業
- 大野まりな(ニックネーム:まりにゃ)
  - 2013年2月4日卒業
- 浅田菜津子(ニックネーム:なっちゃん,1990年4月16日 - )
  - 2013年2月17日卒業
  - 現モデル
  - 東海Spygirl読モ、pipi姫スタイル、ナゴプリ、JJ、men's knuckle、Soul sister、vivi
- 上野美雪(ニックネーム:みゆきち,1991年1月26日 - )
  - 担当色:黄色 
  - キャッチコピー:「本業はADのツイッター廃人マスター」
  - 初期メンバー
  - 元ALLOVER　2013年8月活動休止　2014年3月9日卒業、ロマンチカ(主催)
  - 現テレビAD
- 音華花(ニックネーム:OTO、はるるん,1994年8月26日 - )
  - 担当色:ホットピンク 
  - キャッチコピー:「中日ドラゴンズ選手の娘！ダンスマシンガン」
  - 初期メンバー
  - 中日ドラゴンズ音重鎮の娘
  - ソロ作品「StarFruits〜華花MIX〜」
  - NHK「中学生日記」出演
  - 2013年10月27日卒業
  - 元ONE★TOPPS、カミシモ4cm
  - アイドル劇団エピソード10　Musical「The Blue Than Blue」出演
  - 舞台すべての犬は天国へ行く出演（2015年10月1日から12日まで、AiiA 2.5 Theater Tokyoで上演）アンサンブル
  - 舞台「カードファイト!! ヴァンガード」〜バーチャル・ステージ〜出演（2016年1月5日から11日まで、AiiA 2.5 Theater Tokyoで上演）アンサンブル
- 河井実来(ニックネーム:チャンカワ、KaY,11月12日 - )
  - 担当色:青 
  - キャッチコピー:「萌え萌えキャラのロック歌姫。みんなのリーダー」
  - 初期メンバー
  - 元キラポジョ
  - ナト☆カンの元リーダー
  - 2013年12月29日卒業
  - ソロ作品　光合成 / やさしいおと

  1. 光合成
  2. やさしいおと
  3. 光合成（instrumental）
  4. やさしいおと（instrumental）
  5. KaYと燃え萌えにゃんにゃん
- 熊谷彩香(ニックネーム:あやかみ,1989年3月17日 - )
  - 担当色:緑 
  - キャッチコピー:「カレー大好きポンコツ番長」
  - 初期メンバー
  - チーム島田伸介参加の鈴鹿サーキット鈴鹿8時間耐久レースにピットウォークライブ＆レースクイーンとして出演
  - サマーソニック2011のキャンペンガールに選出
  - フジテレビ「ホメられてノビるくんA」出演(CAST：はんにゃ/ジャルジャル/我が家/ロッチ)
  - 女性ファッション誌「CUTiE」、「すっぴんからの奇跡のふたえメイク (SAKURA・MOOK 76)」
  - 2014年1月6日卒業
- 國武成美(ニックネーム:ナンシー,1991年5月10日 - )
  - 担当色:ホワイト 
  - キャッチコピー:「みんなの心をエゴサーチ宣伝部長」
  - 元ALLOVER　2013年12月12日卒業
  - 2012年8月27日昇格
  - 2014年1月6日卒業
  - ライジングプロダクション所属「StarLight Studio」特待生
  - 太田出版「マスク☆ムスメ」
  - あべこうじ、石原有輝香MC「たまごみゅーじっく」準レギュラー
  - 劇団スーパーエキセントリックシアター ボイスアクターズ在籍後、振付師メインで活動。
- 堀智美(ニックネーム:ともパン、ともこ,1993年12月7日 - )
  - 担当色:グレー 
  - キャッチコピー:「みんなのいじられ愛されキャラ」
  - 元ロマンチカ
  - 2014年3月28日卒業
- 永田千裕(ニックネーム:ちひろ -)
  - 2014年6月6日卒業
- 松下桃子(ニックネーム:ももち,1994年3月22日 - )
  - 担当色:緑 
  - キャッチコピー:「薬を操る薬学アイドル。白魔道士」
  - 2014年3月25日昇格
  - 2014年9月14日卒業
  - 元Carinval☆Starsキャスト
- 朝倉ゆりな(ニックネーム:ゆりな,1999年1月7日 - )
  - 担当色:黄色 
  - キャッチコピー:「神対応できないから塩対応でおまかせ！」
  - 2013年9月加入
  - 2014年1月25日昇格
  - 2014年11月27日卒業
  - 現在、アキシブprojectを経てソロ活動。アキシブProject在籍中は一時期「ゆりんご」名義で活動。
    - 2018年6月26日にアキシブProject卒業。ソロ移行後はアキシブProject在籍初期と同様に加藤ゆりな名義で活動
- 百瀬優美(ニックネーム:ゆーみ,1998年6月18日 - )
  - 担当色:黄緑 
  - キャッチコピー:「人の気持ちをいたわってるつもりの15歳」
  - 2013年9月加入
  - 2014年1月25日昇格
  - 2015年1月24日卒業
  - 以前所属のリアライトは2017年11月7日で活動休止。優美名義で活動していた。
- 加瀬薆(ニックネーム:かおる,1995年12月9日 - )
  - 担当色:青 
  - キャッチコピー:「ゆるガチ極めるボーイッシュ担当」
  - 2013年9月加入
  - 2014年1月25日昇格
  - 2015年1月24日卒業
- 倉田みずき(ニックネーム:みずきんぐ,1994年6月21日 - )
  - 担当色:オレンジ 
  - キャッチコピー:「筋金入りのマイペース！省エネアイドル」
  - 初期メンバー
  - 元ロマンチカ
  - NHK教育「からだであそぼ」の「アイーダ体操」にバックダンサーとして出演
  - 小6の頃「こどものうた」キングレコードにてレコーディングうたのコーラス参加
  - 2015年2月7日卒業
  - 卒業後、CANDY GO!GO!にて宇野みずきとして活動(2018年12月11日デビュー、2024年1月14日卒業)
- 柴田茜(ニックネーム:あーちゃん,1995年2月8日 - )
  - 担当色:サーモンピンク 
  - キャッチコピー:「おとなしい人いないから！おとなしい人になりました」
  - 2013年9月13日加入
  - 2013年11月9日昇格
  - 2015年4月5日卒業
- 横井良加(ニックネーム:りょんりょん,1994年6月1日 - )
  - 担当色:紫 
  - キャッチコピー:「超絶かわいい天使担当（たまに狂変）」
  - 元NAGOYAアイドル8
  - 2013年2月昇格
  - 2015年4月11日卒業
- 真中しおり(ニックネーム:真中,1992年11月17日 - )
  - 担当色:青 
  - キャッチコピー:「マネキンを振り回すアイドル」
  - 元究極人形　アルテマドール
  - 2014年3月21日　ニーソ協会主催「春のニーソ祭り」カメラマン賞
  - 2014年9月27日加入
  - 2015年4月9日昇格
  - 2015年7月26日卒業
- 水谷ことの(ニックネーム:ことのたそ,1994年1月13日 - )
  - キャッチコピー:「ナト☆カンの召喚士！猛獣使いアイドル」
  - 元究極人形　アルテマドール
  - 2014年11月17日加入
  - 2015年9月23日卒業
- 間瀬柚巴(ニックネーム:ゆずは,2003年8月22日 - )
  - 担当色:ピンク 
  - キャッチコピー:「ナト☆カンで1番しっかりしてる優等生！小学6年生。」
  - 2015年チビ☆カンに入ったのち、2016年ごろ契約解除(時期不明)
- 相田真緒(ニックネーム:まおりん,1994年9月23日 - )
  - 担当色:ライトパープル 
  - キャッチコピー:「いつもキョロキョロしているキョロキョロアイドル」
  - 2015年1月29日加入
  - 2015年5月4日昇格
  - 2016年3月19日卒業
- 末永なこ(ニックネーム:なこ,1997年7月23日 - )
  - 担当色:ライトグリーン 
  - キャッチコピー:「ちょこまかチビ助」
  - 2014年12月24日加入
  - 2015年5月4日昇格
  - 2016年8月20日卒業
- 坂上美玲(1996年5月1日 - )
  - 担当色:赤 
  - キャッチコピー:「坂上王国からやってきた眠り姫」
  - 元OS☆U　5期生研修生（藤本 桜　名義）
  - 2015年10月27日加入
  - 2016年3月10日昇格
  - 2016年8月12日契約解除による脱退
- リサリサ
  - 担当色:ホットピンク 
  - キャッチコピー:「ペッペペッペペアルック！みんなの自由の女神、リサリサ！」
    - 旧キャッチコピー:「声優能力検定二級の女神様」

  - 2011年 東海テレビ「とくじょう!」インフォマーシャル
  - ナガシマスパーランドアトラクションTVCM
  - 2011年-2013年 パチンコパチスロホール情報誌「でちゃう！」元東海でちゃう！ガールズ
  - 舞台「君といた奇跡」DONA役（脚本TARACO）
  - 2013年9月13日加入
  - 2013年11月17日昇格
  - 2017年2月10日卒業
- 井口えり(ニックネーム:えりぴょん,1993年6月15日 - )
  - 担当色:水色 
  - キャッチコピー:「いきなりハイテンション井口えり」
  - NAGOYAアイドル8に参加中
  - テレビ地上波　コスモジャパンCM出演
  - 2013年1月10日加入
  - 2013年9月14日昇格
  - 2017年3月25日卒業
- みやのはらじゅり(ニックネーム:じゅり,1998年12月22日 - )
  - 担当色:緑 
  - キャッチコピー:「一寸先はハプニング！ナト☆カンの問題児！」
  - 2015年5月7日加入
  - 2015年8月2日昇格
  - 2017年8月22日契約解除による脱退
- 松澤あんな(ニックネーム:あんな,1993年5月10日 - )
  - 担当色:オレンジ 
  - キャッチコピー:「年中無休！元気100%アイドル！松澤あんなです！」
  - 元マイちゃんアミちゃん(2014年) マイちゃんアミちゃんJupiterアミ 「花咲かタイムズ」「ゴゴスマ」「4U」などの情報番組に出演。
  - ソロ1stシングル「超絶一途にアイシテル」(会場限定デモCD　2015年5月30日発売)
  - ソロ2ndシングル｢オレンジの晴れ｣(会場限定デモCD  2017年6月発売)
    - ※オレンジの晴れというシングルを出しているからか誤解されがちであるが、あくまでグループ活動時以外(ソロ活動時)のイメージカラーはピンク である。

  - テレビ愛知「城ちゃんねる〜歌うま決定戦〜」2015年11月28日放送  準優勝。
  - メ〜テレ「ザキとロバ」2017年9月15日放送 未成年に見える成人として出演。
  - 2015年6月6日加入
  - 2015年8月2日2軍から昇格
  - 2018年2月18日卒業
- 門主ゆま(ニックネーム:もんじゅ,1998年5月7日 - )
  - 担当色:黄色 
  - キャッチコピー:「じゅーじゅーもんじゅ焼き！もんじゅこと門主ゆまです！」
  - 2016年2月13日加入
  - 2016年6月18日2軍から昇格
  - 2018年3月11日卒業
- 大場彩友香(ニックネーム:あゆた・あゆさま,1999年10月4日 - )
  - 担当色:紫 
  - キャッチコピー:「ごきげんよう。今日もちょっぴりわがままお嬢様、あゆさまこと大場あゆかです！」
    - 旧キャッチコピー:「0点笑顔は満点」→「普通担当！普通の女の子」

  - 2016年9月24日加入(研究生から）
  - 2017年8月12日Bチームから昇格
  - 2018年3月7日究極人形　アルテマドールへの移籍発表。移籍ユニットとしての活動は3月18日より始動。
  - 2018年5月18日 北川あゆかに改名
  - 　2019年1月20日　究極人形　アルテマドールを卒業。
  - 元さくらHR(活動期間:2015年3月-2016年6月13日)
  - 迷愛へるぷ! 白河彩月名義で活動(活動期間:2019年9月13日-2019年12月27日)
- 水曜日のもぶ(ニックネーム:もぶたん・水曜日,3月16日 - )
  - 担当色:ホワイト 
  - キャッチコピー:「ナト☆カンの水曜日担当、水曜日のもぶです！」
  - 本名非公開
  - 2017年11月26日加入(研究生から）
  - 2017年12月23日Bチームから昇格[注 1]
  - 2018年3月7日究極人形　アルテマドールへの移籍発表。移籍ユニットとしての活動は3月18日より始動。
- 中島あも(ニックネーム:(あも)てゃ,2002年4月7日 2018年4月21日卒業- )　
  - 担当色:水色 
  - キャッチコピー:「スーパー中学生　Lv.15、あもてゃこと中島あもです！」
  - 2017年4月22日加入(研究生から）
  - 2017年8月12日Bチームから昇格
  - 2018年4月21日卒業
- 最中まい(パンダ担当)
- まぐろ醤油(ニックネーム:まぐろ,2000年6月5日 - )
  - 担当色:赤 
  - 元パンダ担当(2017年9月19日～2018年6月3日)
  - キャッチコピー:「卍(まんじ)卍！からの卍!!!!まぐろ醤油です！」
  - 本名非公開
  - 2017年8月16日加入(研究生から）
  - 2017年9月27日Bチームから昇格
  - 2018年6月3日卒業
- 北野みづき(ニックネーム:みづき,1997年5月14日 - )
  - 2018年2月25日ナト☆カン候補生として加入(研究生から）
  - 2018年6月27日Bチームに昇格
  - 2018年7月30日契約解除による脱退
- 星奈あまゆ(ニックネーム:あまゆし,1992年9月29日 - )
  - 担当色:青 
  - キャッチコピー:「2次元からやってまいりました！ちょっぴりえっちでマシマロボディの、あまゆしこと星奈あまゆです！」
  - 2014年6月CANDYREMIX所属(一時期は別部署のdrop agencyに所属)
  - 2015年2月まで東京を拠点にソロ活動
  - 2015年3月に名古屋に拠点を移し、一時期Carnival☆Starsで働きながらソロ活動
  - 2015年5月7日ナト☆カンに加入
  - 名古屋組元パンダ担当(加入～2017年9月17日)
    - 旧キャッチコピー:「パパパン パパパン パパパンダ！ パパパン パンダのあまゆしです♪」

  - 2015年6月6日までソロ活動並行
  - 2015年8月2日2軍から昇格
  - 　2019年9月13日卒業公演、2019年10月4日生誕イベントをもってアイドル活動を引退。
  - 事務所所属まで
    - 2010年1月30日から"うゆねゆう"として大阪府を拠点にカフェドールで働きながらアイドル活動
      - ※初ステージ：2010年1月30日 NEKO RESET VOL.21(日本橋Platz)

    - 2012年7月30日「星奈あまゆ」に改名

  - ソロ作品 
    - 「Cosmic Star」(発売時期不明)※1stシングル(うゆねゆう名義)
    - 「Miracle Stardust Rocket!! / 星月夜」(2012年12月23日発売)

    1. Miracle Stardust Rocklet!!
    2. 星月夜
    3. Miracle Stardust Rocklet!!〜おやすみおだおver.〜
    4. 星月夜〜おやすみおだおver.〜

    - 「ココロオドル」(2013年9月1日発売)

    1. ココロオドル
    2. 夢色アタッチメント
    3. ココロオドル〜おやすみおだおver〜

    - 「ナナイロミライ」(2013年10月27日発売)

    1. ナナイロミライ
    2. HAPPY☆PLANET
    3. 夢色アタッチメント
    4. 桜前線
    5. 星月夜 -virtual starry night ver-
    6. Miracle Stardust Rocket!! -happy dream ver-
    7. カラフル科学

    - 「melty world」(2013年12月31日発売)

    1. melty world
    2. melty wolrd〜おやすみおだおver.〜

    - 「escape!!!」(2013年12月31日発売)

    1. escape!!!
    2. escape!!!〜おやすみおだおver.〜

    - 「call me, light up」(2014年8月16日発売)

    1. call me, light up
    2. Cosmic Star
    3. あたまにチップ
    4. call me, light up〜おやすみおだおver.〜

  - 参加作品
    - あたまにチップ(うゆねゆう名義)
      - 「A1」(2012年5月30日発売)- 4曲目

  - 元うさもちろーる・c-loid・KOLHA Latte*

- 白石ことね(ニックネーム:こっちゃん,2002年10月22日 - )
  - 担当色:黄緑 
  - キャッチコピー:「ナト☆カンのわんぱく少女、こっちゃんこと白石ことみです！」
  - 2017年4月22日加入(研究生から:白石ことみ名義として）
  - 2017年8月12日Bチームから昇格
  - 2019年1月29日「白石ことね」に改名
  - 　2019年9月15日卒業
- 紫桃みく(ニックネーム:おにく,1997年11月28日 - )
  - 担当色:水色 
  - キャッチコピー:「焼き？にく！豚？にく！お？にく！私は？みく！おにくじゃないよ！みくちゃんだよ！紫桃みくです！」
  - ブタ
  - 2018年6月27日加入(研究生から）
  - 2018年8月24日Bチームから昇格
  - 2020年12月卒業(卒業ライブは12月12日で別日設定、最終出演12月29日)
  - 元Empty bridge(活動期間:2018年3月24日-5月27日)
- 小萌きる(ニックネーム：きるるん,2004年7月2日 - )
  - 担当色:赤 
  - キャッチコピー:「きるきるきるきるきるるるる～！ 魔法の国きるるん星からやってきた！ きるるんこと小萌きるです！」

現snowComp/ex
- - 2018年11月10日加入(研究生から）
  - 2019年1月14日Bチームから昇格
  - 2019年4月1日からアステリアとの兼任
  - アリスインプロジェクト「アリスインデッドリースクール楽園・NAGOYA」（2019年6月5日 - 10日、うりんこ劇場） - 黄市恵美 役
  - 2020年12月卒業(卒業ライブは12月12日で別日設定、最終出演12月29日)
- 桜田にこ(ニックネーム:サニー,2004年6月2日-)
  - 担当色:ホットピンク 
  - 2019年11月3日Bチーム昇格
  - 2020年9月24日Aチーム昇格
  - 2021年10月29日活動休止後 究極人形 アルテマドール へ加入

- 甘夏のん(ニックネーム：のんちゃん,2005年1月14日 - )
  - 担当色:オレンジ 
  - キャッチコピー:「ミラクル☆クルクル☆パワフルパワー☆、のんちゃんこと甘夏のんです！」
  - 2016年6月加入(候補生から:加藤希果名義として)
  - 2018年5月20日昇格
  - Aチーム昇格と同時に「甘夏のん」に改名- [4]
  - 2018年9月8日までチビ☆カン兼任
  - 2022年7月23日卒業
  - 出演舞台
    - 帝国劇場 ミュージカル「レ・ミゼラブル」(2015年4月13日-6月1日)
    - ミュージカルコメディー「THE MUSIC MAN」(2016年2月19日-21日) - アマリリス役
    - はだしのゲン(2016年8月11日-8月14日)
    - アックス・シアターカンパニーー「ズボン船長」(2016年8月26日-28日) - オシッポ役
    - 丸美屋食品ミュージカル「アニー」(2017年8月10日-9月3日)：ダンスキッズ(チーム・バケツ)[5]
- 萌乃ばんり(ニックネーム:ばんちゃん,5月30日-)
  - キャッチコピー:「もえもえきゅ〜ん♡萌乃ばんりです！」
  - 2020年8月15日Bチーム昇格
  - 2022年9月19日契約解除による脱退

- 夢音れに(ニックネーム:れにちゃん、7月10日-)
  - 担当色:水色 
  - 2023年5月18日、一旦ナト☆カンの所属から外れたことを発表
- 胡桃れあ(ニックネーム:れあちゃん,1月10日-)
  - 担当色:ピンク

- 岸田しほ(ニックネーム:しほちゃん,2004年9月29日 - )
  - 担当色:オレンジ

- 江戸川サキ
  - 担当色:青
- 三宅こまち
- 姫咲ルナ(ニックネーム:ルナ,2002年3月29日)
  - 担当色:ひまわりイエロー 
  - キャッチコピー:「負けルナ！めげルナ！挫けルナ！ルナちゃんこと姫咲ルナです！」
  - 2020年8月15日Bチーム昇格
  - 2024年2月アステリア移籍
- 音羽すず(ニックネーム:すず, 2004年9月17日 - )
  - 担当色:赤

＊＊2025年月アステリア移籍
※東京組(2015年10月25日で活動休止)
- 遠藤遥(ニックネーム:はるちろ,1993年8月11日 - )
  - 担当色:赤 
  - キャッチコピー:「元気ですかいインザスカイ！みんなの元気玉」
  - 初期メンバー
  - 元ロマンチカ
  - ALLOVERを2015年9月24日の定期公演で卒業。
  - 2015年10月25日卒業
  - 2015年よりソロとしての活動も開始。卒業後はソロ活動。
  - ソロ作品　インザスカイ(2015年6月20日発売 1000枚限定 会場販売CD)

  1. インザスカイ
  2. インザスカイ（inst）

  - 2018年3月7日に「グーグールル」加入発表。
- 中原みりん(ニックネーム:みりん,7月11日 -)
  - 担当色:ホワイト 
  - キャッチコピー:「庶民派アイドル！ナト☆カンの隠し味！」
    - 旧キャッチコピー:「庶民派アイドルです！庶民です！みりんです！」

  - 2013年9月18日加入
  - 2014年1月25日昇格
  - 2014年4月5日までソロ活動並行
  - 2015年10月25日卒業
  - WALK ON THE IDOL SIDE〜アイドルサイドヲアルケ〜 (Kiss FM、2008年8月3日放送)
  - アイドルスナイパー （テレビ大阪, スカパーch218、2009年8月放送）
  - もえもえポンバシ系（ラジオ大阪、2009年8月放送）
  - 今ちゃんの「実は…」（ABCテレビ、2011年7月27日放送）
  - 城奈菜美のHappy Delibery! (RADIO SAN-Q(FM84.5)、2012年11月14日放送)
  - 恋レンジャーのハートフルアタック（ラジオ大阪、2013年6月18日放送）
  - ソロ作品
    - 「Bitter&Sweet」(2011年10月30日発売)

    1. Bitter&Sweet (作詞：貿易風/作曲・編曲ちばけんいち)

    - 「ヒヨコですティニー」(2012年4月15日発売　300枚限定)

    1. ヒヨコですティニー (作詞：Codi、へなぎ/作曲・編曲：Codi)

    - 「夢日記」(2012年8月11日発売)　

    1. 夢日記 (作詞・作曲・編曲：Codi)
    2. 帰り道 (作詞：中原みりん/作曲・編曲：Codi)

    - 「輝け！WeekEND」(2013年発売)

    1. 輝け！WeekEND (作詞・作編曲：オカノアキラ)
    2. こっつんこ (作詞：中原みりん/作曲・編曲：KuKuDoDo)
    3. Bitter&Sweet
    4. ヒヨコですティニー

  - 元ばーどちゅーん、Roco＋、PPQ
- 島方唯(ニックネーム:ゅぃゅぃ,1996年9月21日 - )
  - 担当色:グレー 
  - キャッチコピー:「今日も程よくかわゅぃゅぃ」
  - 2014年4月加入
  - 東京組パンダ担当
  - 2014年9月14日昇格
  - 2015年10月25日卒業
- 田部井くれは(ニックネーム:くぅちゃん,1994年11月29日 - )
  - 担当色:サーモンピンク 
  - キャッチコピー:「未完成なお人形アイドルくれはちゃん」
  - 旧所属事務所　株式会社有信 ジュピシープロ
  - アリスインプロジェクト「デジタル ホムンクルス」星組（2013年12月18日 - 23日、池袋・シアターKASSAI） - タージオン 役
  - FLASHグラビアバトル2014第18位
  - 元究極人形　アルテマドール
  - 2014年9月27日加入
  - 2015年4月13日昇格
  - 2015年6月14日活動休止
  - 2015年10月25日卒業

## 作品

### シングル
- 1stシングル「ナントカカントカ」(2012年7月18日発売)

typeA【CSRD-1003】
1. ナントカカントカ
2. 仲違い
3. ナントカカントカ〜カラオケだにょ〜
4. 仲違い〜カラオケhey!!!! 〜

typeB【CSRD-1004】
1. ナントカカントカ
2. 初めのアレ
3. ナントカカントカ〜カラオケだにょ〜
4. 初めのアレ〜カラオケdeeth!!!!〜

typeC【CSRD-1005】
1. ナントカカントカ
2. ナントカカントカ〜カラオケだにょ〜
3. オマケのアレ

- 2ndシングル「夢みる少女で笑いたい」(2013年12月4日発売) 【CSDR-1007】

1. 夢見る少女で笑いたい
2. 初めのアレの高速か!
3. 夢見る少女で笑いたい〜inst〜
4. 初めのアレの高速か!〜inst〜

夢見る少女で笑いたい：テレビ愛知「アイドル界隈」12月エンディングテーマ曲
- アニメタイアップシングル「約束のカプセル」(2014年3月21日発売) 【VOLA-0004】

1. 約束のカプセル
2. 仲違い
3. 約束のカプセル(inst)
4. 仲違い(inst)
5. また会おう(Bonus Track) 歌：「サクラカプセル」看板娘

約束のカプセル：OVA「サクラカプセル」キャラクターイメージソング
発売：Volare Vox
販売元：スカイドッグエンタテインメント
- 3rdシングル「アイドル激的サマーダンス！ 〜真夏のうじゃぽい〜」(2014年8月27日発売) 【CSRD-1008】

1. アイドル激的サマーダンス！ 〜真夏のうじゃぽい〜
2. 飛び出せ青春。
3. アイドル激的サマーダンス！ 〜真夏のうじゃぽい〜(inst)
4. 飛び出せ青春。(inst)

- 4thシングル「雪☆MOTION」(2014年12月24日発売)【BVGD-1001】

1. 雪☆MOTION
2. 雪☆MOTION(inst)

ヴィレッジヴァンガード渋谷宇田川店/名古屋中央店限定販売。
- 5thシングル「一つ一つの絆」(2017年1月11日発売)　【CSRD-1014】

1. 一つ一つの絆
2. 一つ一つの絆　～off vocal～

### アルバム
- 1stフルアルバム「なんとかかんとか」(2015年8月26日発売)【CSRD-1010】

1. SE〜適当アイドル参上〜
2. ナントカカントカ
3. メザメノオト
4. 雪☆MOTION
5. magic☆word
6. アイドル劇的サマーダンス 〜真夏のうじゃぽい〜
7. マ×イ×ラ(→SCHOOL←カバー)
8. 初めのアレ
9. 夢見る少女で笑いたい
10. 仲違い

オリコンデイリー CDアルバムランキング43位(2015年8月25日付)
オリコン週間 CDアルバムランキング139位(2015年9月7日付)
オリコン週間 インディーズアルバムランキング10位(2015年9月7日付)

### 会場限定CD
- 「パラッパ」

1. パラッパ
2. メンバーは頭がパラッパ!!!!
3. パラッパ 〜inst〜

### コンピレーションアルバム
- 「次世代アイドル革命!!Pink Lips」(2012年9月26日発売)【TECI-1342】

収録曲「UNIVERSE∞BIRTH」
- 「Our Shining Idol 今君に会いたい」(2013年3月27日発売) 【AVCD-38666】

収録曲「初めのアレ」
- 「idol wave」 (2014年1月15日発売) 【ZINE-1003】

収録曲 「メザメノオト」
- 「idol wave vol.2」 (2015年5月27日発売) 【ZINE-1008】

収録曲 「飛び出せ青春。」

### コラボCD
- 「スペクトル」(2013年8月28日発売)【CSRD-1006】

1. スペクトル/ナト☆キャン
2. やさしいおと/ナト☆カン
3. no-no-no/CANDY GO!GO!
4. スペクトル〜inst〜/ナト☆キャン

CANDY GO!GO!とのコラボ、ナト☆キャンとして発売。
- 「ナトテマヒャッカ」(2016年8月3日発売)【CSRD-1012】

1. ナト☆カン　「自作炎上放題発言」
2. 百花繚蘭　「てふてふの蜜談」
3. 究極人形　アルテマドール　「サラリーマン黙示録」

- 「ダメ、ゼッタイ、ヲタ卒」(2017年12月25日発売)【CSRD-1017】

1. ナト☆カン＆究極人形　「ダメ、ゼッタイ、ヲタ卒」
2. ナト☆カン「スマイルでPEACE!!!!」
3. 究極人形　アルテマドール　「Vanish Blast」

### DVD
- 「ナト☆カン激的ワンマンライブ2014」(2015年1月24日発売)

会場限定販売。

## 出演

### テレビ
- アイドル界隈（テレビ愛知、2012年11月2日9日・2月23日）
- スギちゃんと行くぜ〜〜!ローカルアイドルバスの旅（テレビ愛知、2014年12月28日）

### ラジオ
- オカザえもんと岸田メル!（東海ラジオ、2014年8月9日・8月16日）
- IDOL SELECTION（FM AICHI、2015年5月13日)
- 761オシッ!（MID-FM、毎週第4火曜日）- 為永七海のみ

### 書籍
- オカザえもんと岸田メル ナゴヤアイドル・パーフェクトブック（中日新聞社出版部、2014年12月10日）
- Good Rocks! Special Book TOKAI IDOL FILE（シンコーミュージック、2015年5月13日）

## 主なワンマンライブ
※同事務所内でのツーマン含む
2012年
- 09月01日　ファン感謝祭！ナト☆カン入場無料ワンマンイベント開催！(鶴舞DAYTRIP)
- 11月16日　ワンマンライブ(渋谷NEO)
- 12月27日　「メリクリ！ナト☆カン入場料500円ワンマンライブ」～メリクリ！ファン感謝祭！～(吉祥寺SHUFFLE)

2013年
- 01月27日　「上野美雪 生誕祭 ナト☆カンワンマン」(新栄DAYTRIM
- 04月12日　ナト☆カン無料ライブ(鶴舞DAYTRIP)
- 04月28日　「急遽ワンマンライブ！決定！」～みずきんぐの名古屋メンバーと一人でできるもん!!!!～(鶴舞DAYTRIP)
- 05月06日 「急遽ワンマンライブ！決定！」～國武成美生誕祭!!!!～(鶴舞DAYTRIP)
- 06月01日 ナト☆カン横井良加の無料ワンマンライブ！！！！(鶴舞DAYTRIP)
- 06月15日 ナト☆カン名古屋組ワンマンライブ！！！！「井口えり生誕祭」(新栄DAYTRIM)
- 06月23日 ナト☆カンワンマン(新宿グラムシュタイン)
- 08月02日 ナト☆カン無料ワンマン(鶴舞DAYTRIP)
- 11月17日 CANDY REMIX presents「ナト☆カン東京組強化企画ワンマンライブ！」(新宿グラムシュタイン)
- 11月19日 CANDY REMIX presents「きゃりーぱーく～秋の陣～ vol.2」ナト☆カン名古屋組ワンマンLIVE!!!!!(HOLIDAY NEXT NAGOYA)

2014年
- 01月06日 ナト☆カンリリース記念ワンマンライブ「國武成美」「熊谷彩香」卒業スペシャルライブ(新宿Birth)
- 02月28日 ミニワンマン(新栄DAYTRIM)
- 04月13日 ミニワンマン(新宿グラムシュタイン)
- 09月14日 ナト☆カンワンマンライブ(名古屋クラブクアトロ)
- 09月16日 ナト☆カンワンマンライブ(渋谷CLUB asia)

2015年
- 09月19日 「究極適当ツーマンライブ」ナト☆カン VS 究極人形-アルテマドール-(wktkシアター)
- 09月23日 「ナントカカントカ フルアルバム発売記念」ナト☆カンワンマンライブ(大須X-HALL)
- 09月27日 「ナントカカントカ フルアルバム発売記念」ナト☆カンワンマンライブ(新宿MARZ)

2016年
- 11月11日 ナト☆カン結成5周年 Anniversary 超適当単独公演(名古屋ダイアモンドホール)
- 11月05日 ナト☆カンvs究極人形(下北沢SHELTER)

2018年
- 02月14日 ナトアル布教活動会『ナト☆カン×究極人形』(名古屋クラブクアトロ)

2019年
- 05月14日 「ナトアル布教会」～特大ツーマンライブ～ (名古屋・栄ReNY limited)
- 08月23日 ナト☆カン8周年記念ライブ NANTOKAKANTOKA PROJECT(適当は素晴らしい)(名古屋ライオンシアター)